# Aristida triseta
Aristida triseta är en gräsart som beskrevs av Yi Li Keng. Aristida triseta ingår i släktet Aristida och familjen gräs.
Artens utbredningsområde är Xinjiang (Kina). Inga underarter finns listade i Catalogue of Life.